# Max Schwobe

Max Schwobe

Max Schwobe (* 7. Dezember 1874 in Altwette; † 24. März 1955 in Hüsede) war ein deutscher Landwirt und Politiker (DNVP).

## Leben und Wirken
Schwobe wurde als Sohn eines Landwirtes in Altwette geboren. Von 1880 bis 1888 besuchte er die Volksschule in Altwette, anschließend eine landwirtschaftliche Schule. Danach gehörte er zeitweise dem 1. Garde-Regiment zu Fuß an. Bis zum Beginn des Ersten Weltkrieges arbeitete Schwobe, der seit 1906 verheiratet war, als Landwirt auf dem Hof seiner Eltern.
Von 1914 bis 1918 nahm Schwobe als Feldwebel am Ersten Weltkrieg teil. Nach dem Krieg begann Schwobe sich verstärkt politisch zu engagieren. Als Forum diente ihm dabei die Deutschnationale Volkspartei (DNVP). In den ersten Nachkriegsjahren übernahm Schwobe zunächst verschiedene Ehrenämter in seinem Heimatkreis und im Genossenschaftswesens. Außerdem war er bis 1930 Provinziallandtagsabgeordneter.
Im September 1930 wurde Schwobe als Kandidat seiner Partei für den Wahlkreis 9 (Oppeln) in den Reichstag gewählt, dem er bis zum Juli 1932 angehörte. Von März bis Oktober 1933 war er Mitglied des Preußischen Landtages.